# Wilson Harris
Pour les articles homonymes, voir Harris.
Œuvres principales
- Le Palais du paon (1960)

Theodore Wilson Harris est un écrivain, essayiste et poète guyanien, né le 24 mars 1921 à New Amsterdam en Guyane britannique (aujourd'hui le Guyana) et mort le 8 mars 2018 à Chelmsford (Royaume-Uni).
Ses œuvres sont généralement inspirées des paysages de son pays natal.

## Biographie
Né à New Amsterdam, Wilson Harris fait des études supérieures au Queen's College de Georgetown. Une fois ses études au Queen's College terminées, il devient géomètre-expert pour le gouvernement, avant de devenir plus tard maître de conférences et écrivain. Il se base sur ses connaissances acquises sur les savanes et les forêts tropicales quand il était géomètre-expert, pour définir l'univers de plusieurs de ses livres ; dans ses fictions les paysages de Guyana dominent.
Entre 1945 et 1961, Wilson  Harris a régulièrement co-écrit des histoires, des poèmes et des essais pour le magazine littéraire Kyk-over-Al, et a fait partie d'un groupe d'intellectuels guyanien, parmi lesquels figurent Martin Carter et Ivan Van Sertima.
Il aborde la littérature par la publication de recueils de poésie dans les années 1950. À partir de 1960, il se consacre surtout au roman, mais publie également des nouvelles et des essais.
Il est fait Chevalier le 12 juin 2010, pour services rendus à la littérature. Il est en outre récompensé par de nombreux prix, tels que le Prix Guyanien de Littérature (Guyana Prize for Litterature) en 1987 et en 2002.
Ses nombreux ouvrages, parus en anglais, n'ont connu que quelques traductions françaises, notamment Le Palais du paon (The Palace of the Peacock, 1960)

## Œuvres

### Romans

#### The Guyana Quartet
- The Palace of the Peacock (1960) Publié en français sous le titre Le Palais du paon, traduit par Jean-Pierre Durix, avec la collaboration de Hena Maes-Jelinek et Claude Vercey, Paris, Éditions des Autres, 1979  (ISBN 2-7305-0018-9) ; réédition, Paris, Le Serpent à plumes, coll. « Motifs » no 9, 1994  (ISBN 2-908957-34-5)
- The Far Journey of Oudin (1961)
- The Whole Armour (1962)
- The Secret Ladder (1963) Publié en français sous le titre L'Échelle secrète, traduit par Jean-Pierre Durix, Paris, Belfond, coll. « Littératures étrangères », 1981  (ISBN 2-7144-1448-6)

#### La trilogieCarnival
- Carnival (1985)
- The Infinite Rehearsal (1987)
- The Four Banks of the River of Space (1990)

#### Autres romans
- Heartland (1964)
- The Eye of the Scarecrow (1965)
- The Waiting Room (1966)
- Tumatumari (1967)
- Ascent to Omai (1968)
- The Sleepers of Roraima (1969)
- The Age of the Rainmakers (1971)
- Black Marsden: A Tabula Rasa Comedy (1972)
- Companions of the Day and Night (1975)
- Da Silva da Silva's Cultivated Wilderness/Genesis of the Clowns (1977)
- The Tree of the Sun (1978)
- The Angel at the Gate (1982) Publié en français sous le titre L'Ange sur le seuil, traduit par Jean-Pierre Durix, Paris, Belfond, coll. « Littératures étrangères », 1985  (ISBN 2-7144-1726-4)
- Resurrection at Sorrow Hill (1993)
- Jonestown (1996)
- The Dark Jester (2001)
- The Mask of the Beggar (2003)
- The Ghost of Memory (2006)

### Recueils de nouvelles
- Kanaima (1964)
- The Sleepers of Roraima (1970)
- The Age of the Rainmakers (1971)

### Poésie
- Fetish (1951)
- The Well and the Land (1952)
- Eternity to Season (1954)

### Essais
- Tradition, the Writer and Society: Critical Essays (1967)
- History, Fable and Myth in the Caribbean and Guianas (1970)
- Fossil and Psyche (1974)
- Explorations: A Series of Talks and Articles 1966– 1981 (1981)
- The Womb of Space: The Cross-Cultural Imagination (1983)
- The Radical Imagination: Lectures and Talks (1992)
- The Unfinished Genesis of the Imagination: Selected Essays of Wilson Harris (1999)